# Medicine Lodge
Medicine Lodge är administrativ huvudort i Barber County i Kansas. Enligt 2020 års folkräkning hade Medicine Lodge 1 781 invånare.